# عملة نصف سين

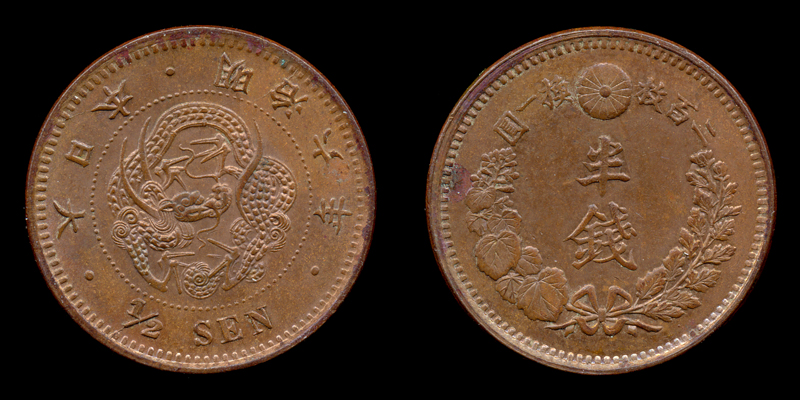
عملة نصف سين من عام 1873 (السنة 6)

عملة نصف سين half sen coin (半銭)  هي عملة يابانية سابقة تبلغ قيمتها جزء من مئتي ين ياباني، حيث أن 100 سين يساوي 1 ين.  تم سك جميع عملات نصف سين خلال فترة ميجي بين عامي 1873 و1888، وهي مصنوعة من النحاس النقي تقريبا. تم استبدال هذه العملات لاحقًا لفترة وجيزة بعملة أخرى بنفس القيمة في العقد الأول من القرن العشرين. تم إلغاء تداول عملة النصف سين في نهاية عام 1953 إلى جانب العملات الفرعية الأخرى ولم تعد عملة قانونية. وهي الآن متاحة بسهولة لهواة الجمع لامتلاكها حيث تم سك العملات المعدنية من هذه الفئة بكميات كبيرة.

## ارقام التداول
ميجي
"السنة" ← "الرقم الذي يمثل سنة الحكم" ← "اسم الأباطرة"
(مثال: 年 ← 二十 ← 治明)

## أنظر أيضًا
عملة 2 سين
عملة  1 سين

## الملاحظات
1. ↑  Several unique coins dated 1892 are known to have been produced to display at the المعرض العالمي الكولومبي.[1] While there are no known existing examples of half sen coins dated 1892 (year 25), they are mentioned by منشورات كراوس  [لغات أخرى]‏.[2]